# Gymnosiphon oliganthus
Gymnosiphon oliganthus är en enhjärtbladig växtart som beskrevs av Rudolf Schlechter. Gymnosiphon oliganthus ingår i släktet Gymnosiphon och familjen Burmanniaceae. Inga underarter finns listade i Catalogue of Life.